# Alphonse V (roi de León)
Pour les articles homonymes, voir Alphonse V.
Alphonse V le Noble (né vers 994 mort à Viseu le 5 mai 1028) est un roi de León et de Galice.

## Vie
Il était fils de Bermude II le Goutteux et de sa seconde femme, Elvire de Castille. Il régna de 999 à 1028.
En raison de son jeune âge, sa mère devint régente à la mort de son père, aidée par le comte Menendo González. Elle se retira en 1007 pour devenir nonne. Durant sa minorité, Alphonse V obtint le soutien du royaume de Navarre et du comté de Castille pour vaincre Almanzor à la bataille de Calatañazor.

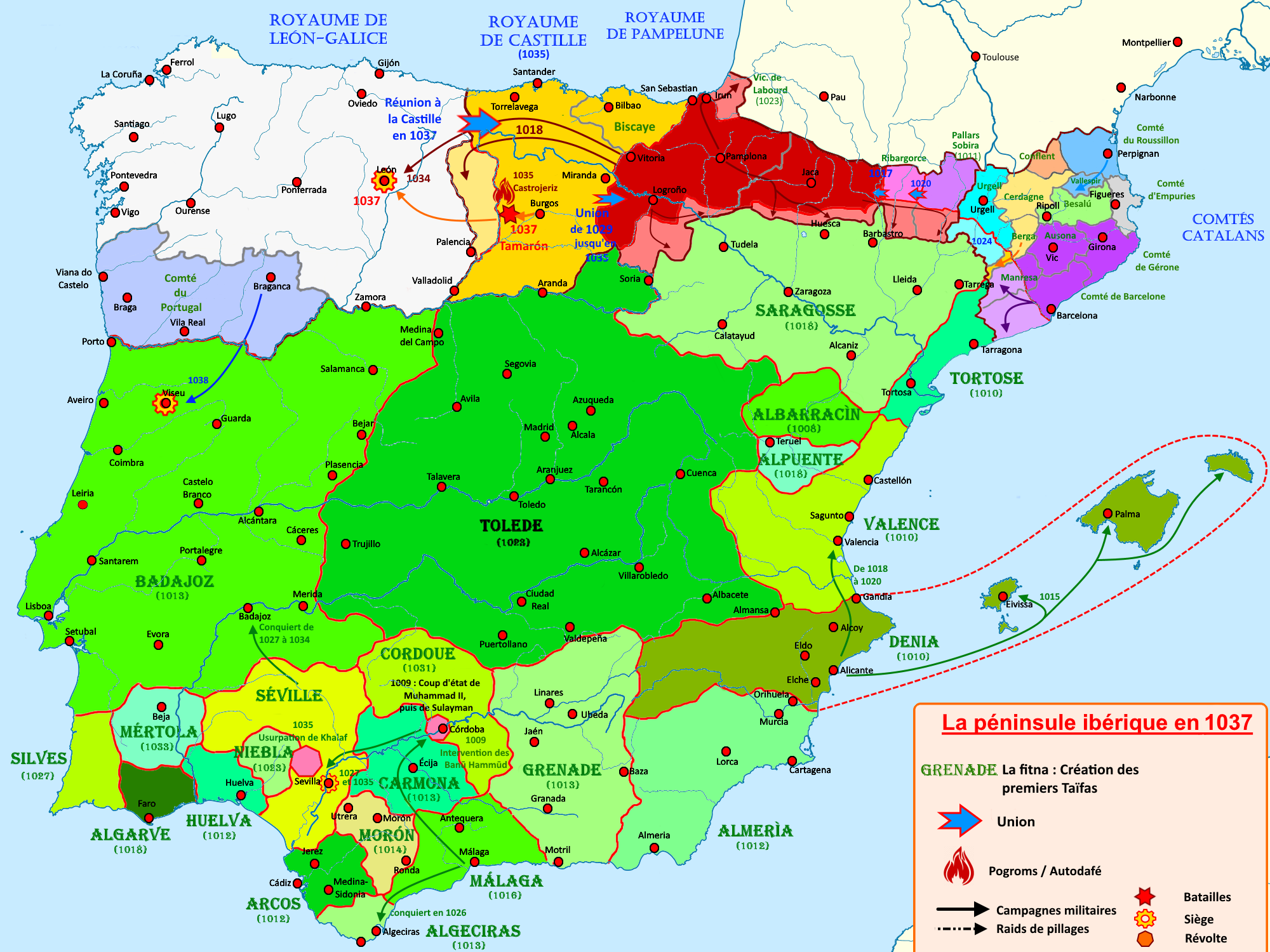
Le royaume de Galice-León de 1002 à 1037.

Il commença alors à réorganiser le Royaume chrétien après une période de guerre civile et de fréquentes incursions arabes. Il repeupla la ville de León qui avait été détruite par les Arabes et y tint une assemblée des nobles où fut approuvé en 1017 le for de León.
Il profita des dissensions qui régnaient parmi les Maures pour les attaquer. Mais il fut tué au siège de Viseu, dans le nord du Portugal actuel, en 1028, d'une flèche tirée des remparts.
Il semble avoir eu des qualités de soldat et d'homme d'État.

## Famille
Avec sa première femme, Elvire Mendes, fille de Mendo II Gonçalves, le comte de Portugal, il eut deux enfants :
- Bermude III, qui lui succéda ;
- Sancha de León, qui épousa Ferdinand Ier de Castille.

Avec sa seconde femme, Urraca de Navarre (es), il eut un enfant :
- Jimena de León, qui épousa Fernando Gundemariz.

### Sources
- (en) Cet article est partiellement ou en totalité issu de l’article de Wikipédia en anglais intitulé « Alfonso V of León » (voir la liste des auteurs).
- Adeline Rucquoi, Histoire médiévale de la Péninsule ibérique, H 180, éditions du Seuil, coll. « Points histoire », Paris, 1993  (ISBN 2020129353).